# 三江街道 (嵊州市)
三江街道，中国浙江省绍兴市嵊州市下辖的一个街道。

## 行政区划
现辖：
下元塘社区、仙湖社区、忠铨村、高南村、圳塍村、茶坊村、章村路村、阮庙新村、西湖村、缸山村、桥里村、上东潭村、桥南村和合新村。